# Націонал-ухильництво
Націонал-ухильництво — своєрідний ідеологічний штамп, негативна оцінка, що вживалася в агітаційно-пропагандистській роботі в СРСР і стосувалася тих членів компартії, які в теорії і практиці національної політики «переоцінювали, перебільшували значення місцевих особливостей». Змістовне наповнення поняття «націонал-ухильництво» не завжди було однаковим і змінювалося залежно від політичної ситуації. Проте «Н.-у.» завжди пов'язувалося з «дрібнобуржуазним впливом».
До націонал-ухильників традиційно зараховували тих членів національних компартій, погляди яких не збігалися з лінією московського керівництва. При цьому суть поглядів «націонал-ухильників» між собою могла істотно відрізнятися. Найбільш відомі «персоніфіковані» вияви «Н.-у.» — «султан-галієвщина», «шумськизм», «волобуєвщина», «хвильовизм», «скрипниківщина», а також грузинський «Н.-у.» початку 1920-х рр. Оцінки «Н.-у.» радянськими істориками змінювалися залежно від політичної ситуації в країні. Напр., у період лібералізації режиму в 1960-х — на поч. 1970-х рр. ім'я М.Скрипника було вилучене з числа «націонал-ухильників».
В Україні 1920-х рр. поняття «націонал-ухильництво» не набуло широкого розповсюдження. Це пояснюється тим, що на проведеному 1923 XII з'їзді РКП(б) було проголошено політику «коренізації», важливою складовою частиною якої була боротьба з двома ухилами в національному питанні, або, як їх назвав Й.Сталін 1930, «повзучими ухилами» — місцевим націоналізмом та великодержавним шовінізмом. Таким чином, термін «націонал-ухильництво» не мав чіткого смислового навантаження, оскільки офіційно пропагувалася боротьба з двома ухилами, до того ж осн. небезпекою до 1933 офіційно вважався великодерж. шовінізм. Натомість для означення боротьби з націонал-комуністами говорили про ухил до «українського націоналізму», «націоналістичний ухил» О.Шумського, М.Хвильового, М.Волобуєва.
1933 «націонал-ухильництво» стає ключовим терміном в агітаційно-пропагандистській роботі компартійних органів, діставши широке розповсюдження під час ініційованого Москвою наступу в Україні на М.Скрипника та його прихильників. Термін остаточно закріпився після визнання в листопаді 1933 ухилу до українського націоналізму основною небезпекою в нац. питанні і поширився на представників усіх «ухилів» до укр. націоналізму 1920-х рр., фактично — на прихильників націонал-комунізму (це визначення не вживалося в радянській пропаганді). Його утвердженню сприяла поступова відмова компартійного керівництва навіть від декларації про боротьбу з ухилом до великодержавного шовінізму. Під час боротьби зі «скрипниківщиною» її ідеологи серед іншого звинувачували скрипниківців у націонал-більшовизмі (М.Попов), ідеологія якого, репрезентована М.Устряловим, насправді була антиподом націонал-комунізму.
Комуністична пропаганда розрізняла націонал-ухильників та «українських буржуазних націоналістів». Основна відмінність полягала в тому, що останні не були членами комуністичної партії. Проте в радянській пропаганді цього дотримувалися не завжди. Напр., членів ЦК КП(б)У П.Любченка і А.Хвилю 1937 звинувачували саме в буржуазному націоналізмі. Останнім серед керівництва Комуністичної партії України в «Н.-у.» 1972 був звинувачений П.Шелест. Загроза подібного звинувачення постійно нависала над членами КПУ. Тому значна частина комуністів в Україні намагалася убезпечити себе шляхом байдужо-нігілістичного ставлення до національних потреб українців.